# Serge Meurant
Pour les articles homonymes, voir Meurant.
Serge Meurant, né le 8 février 1946 à Ixelles et mort le 15 décembre 2021, est un poète belge de langue française.

## Biographie
Serge Meurant est le fils aîné du poète et ethnographe René Meurant (1905-1977) et de l'illustratrice Elisabeth Ivanovsky (1910-2006). Sa sœur, Anne Meurant-Magnus (1944), est historienne d'art et musicologue ; son frère, Georges Meurant (1948), est peintre.
L'enfance immergea Serge dans le cercle des amis créateurs qui se réunissaient périodiquement chez ses parents. Il connut notamment l’éditeur Georges Houyoux, le poète Pierre-Louis Flouquet, le peintre et écrivain Albert Dasnoy, le peintre Anna Staritsky qui l'introduira auprès de Bonaguil, son premier éditeur.
Après des humanités à l'athénée Robert Catteau, il est licencié en romanistique de l'université libre de Bruxelles, son mémoire est consacré à la correspondance du poète Joë Bousquet avec René Meurant.
Vingt-cinq recueils de ses poèmes ont été publiés à ce jour en France et en Belgique. Il s'est intéressé très tôt aux œuvres d'artistes — peintres, sculpteurs, graveurs, photographes — dont il a décrit ou commenté l'effort ou qu'il a associés à son travail d'écriture.
Il s'est lié avec les cinéastes Johan Van der Keuken et Pierre Hébert. Il a codirigé pendant vingt ans le festival bruxellois Filmer à tout prix, consacré au cinéma documentaire.

## Distinctions littéraires
Serge Meurant est le lauréat du prix Jean Kobs 2008 pour son recueil Ici-bas.

## Œuvres

### Poésie
- Serge Meurant et Georges Meurant (gravure), Le Sentiment étranger, Bonaguil, 1970.
- Serge Meurant, Au bord d'un air obscur, Fagne, 1971.
- Serge Meurant et Georges Meurant (dessin), « Devant neige attablés » dans Étant et Mouvant, Bruxelles, Transédition, 1974.
- Serge Meurant et Georges Meurant (dessin), Mais l'insensibilité grande, Le Cormier, 1975.
- Serge Meurant et Arié Mandelbaum (dessin), Souffles, Le Cormier, 1978.
- Serge Meurant, Vulnéraire, Le Cormier, 1981.
- Serge Meurant, Dévisagé, Le Cormier, 1984.
- Serge Meurant, Étienne et Sara, Bruxelles/Montréal, Le Cormier/Éditions du Noroit, 1984.
- Serge Meurant et Arié Mandelbaum (gravure), Tête perdue, Le Cormier, 1985.
- Serge Meurant et Michèle Corbisier (gravure), Supplie anonyme ce dos, Brandes, 1988.
- Serge Meurant, À perte de vue, la lumière, Le Buisson ardent, 1991.
- Serge Meurant, Brasier de neige, Éditions de la Différence, 1993.
- Serge Meurant et Pierre Hébert (gravures), Solstices, L'Arbre à paroles - L'Orange bleue, Amay, 1995.
- Serge Meurant, Nature morte ou la Stabilité de la chute au-dedans de ceux-là qui n'ont pas fui, L'Arbre à paroles, 1995.
- Serge Meurant et Maurice Pasternak (dessins), Passage lumière, La Pierre d'alun, 1996.
- Serge Meurant et Michèle Corbisier (gravure), Poèmes écrits pour la main gauche, Le Cormier, 1997.
- Serge Meurant, Le Monde abîmé, Belgique, Le Taillis Pré, 2001.
- Serge Meurant, Visages, Poèmes 1995-2001, Amay, L'Arbre à paroles, 2002.
- Serge Meurant et Teddy Magnus (pochoirs), Miroirs, Gerpinnes, Editions Tandem, 2002.
- Serge Meurant, Le Don, Bruxelles, Le Cormier, 2004.
- Serge Meurant et Philippe Desomberg (dessins), Ici-bas, Bruxelles, Le Cormier, 2006.
- Serge Meurant, Célébration, Le Cormier, 2009.
- Serge Meurant et Kikie Crêvecœur (gravures), Une saison en éclats, Esperluète éditions, 2009.
- Serge Meurant et Jacques Vilet (photographies), L'Orient des chemins, Esperluète, 2012.
- Serge Meurant, Ceux qui s'éloignent, Le Cormier, 2014.

### Traductions
- Cel care imbratiseaza zapada, Bucarest, Éditeur Aurel Maria Baros, 1996.
- Jardines de Bélgica. Poetas Belgas de Lengua Francesa (trad. Stefaan van den Bremt et Marco Antonio Campos), Mexico, Universidad nacional Autonoma de Mexico, 2007.

### Entretiens, préfaces, textes de présentation de peintres, de graveurs et de cinéastes
- Joseph Henrion - Cires perdues directes, 1973 / 2014, p. 35-37 (E-book)
- Arié Mandelbaum 1976-1977, catalogue de la galerie Armorial.
- Johan Van Der Keuken, cinéaste et photographe, ministère de la Communauté française, 1983.
- Apparaît dans le film de Boris Lehman Mes entretiens filmés, Chapitre I, 1995.
- Elisabeth Ivanovsky : Conversation avec Serge Meurant, Éditions Tandem, Gerpinnes, 2001.
- Entretien avec Sergei Loznitsa. Images documentaires, 2006
- Rencontres avec Pierre Marie Goulet, Images Documentaires, 61 et 62, 2007.
- Entretien avec le peintre Dominique Rappez (texte inédit), 2008.

### Cinéma
- Paysage enceinte de Francine Vanberg vidéographie
- 1984 : Étienne et Sara, de Pierre Hébert film d’animation
- 2001 : Les Silences de Spilliaert de Wilbur Leguebe (scénario : Wilbur Leguebe et Serge Meurant)
- 2004 : La Traversée de Ara Sahiner
- 2007 : Herqueville de Pierre Hébert (gravures de Michelle Corbisier, poèmes et photographies de Serge Meurant, musique de Fred Frith) film d’animation

#### Télévision
- Les Jours contés de Saint-Pholien, documentaire réalisé par Alexandre Keresztessy, diffusé en 1973 à la RTBF. Serge Meurant est co-documentaliste[6],[7].
- À travers le Bruxelles populaire, série de plusieurs émissions réalisées par Alexandre Keresztessy, diffusées en 1974 à la RTBF, dont la première intitulée De la Marolle à la Roepstrotche (rue des navets). Serge Meurant est co-scénariste et documentaliste[8].

### Musique
- Le Point nocturne : quatre pièces pour voix et quatuor pour mezzo-soprano et quatuor à cordes d'après des vers de Serge Meurant.(1986, 1992), Pierre Bartholomée (20 min). Mezzo soprano, quatuor à cordes. Création : Bruxelles, Atelier Ste Anne (Dynah Bryant – Ensemble Musiques Nouvelles – Georges-Élie Octors). Éditeur : Cebedem, 2002. Enregistrement : CD Cypres (CYP4607). sysid.

## Sources primaires
- « La Nouvelle Poésie française de Belgique », Poésie, no 27, 1972.
- « Meurant Serge », sur Maison de la Poésie, Namur